# Крейн, Винсент
Винсент Крейн (англ. Vincent Crane; 21 мая 1943 — 14 февраля 1989) — британский органист. Был музыкантом-самоучкой. Обучался в музыкальной школе Trinity Laban Conservatoire of Music and Dance, которую закончил в 1964 году. Наиболее известен как органист групп The Crazy World of Arthur Brown и Atomic Rooster.

## Карьера
Родился в Беркшире, в Англии. Находился под влиянием Грэма Бонда . В 1967 году, объединившись с Артуром Брауном, создал группу The Crazy World of Arthur Brown. Их одноимённый дебютный альбом 1968 года содержал сингл «Fire», который поднялся на вершины чартов в Великобритании, США и Канаде.
Группа распалась в конце 1969 года, когда во время турне по США Крейн и Карл Палмер (позднее Emerson, Lake & Palmer) основали группу Atomic Rooster, которая прославилась двумя синглами: «Tomorrow Night» и «Devil’s Answer».
Страдал биполярным расстройством с 1968 года. Крейн был одним из виртуозов органа Хаммонда, который занимал центральное место в группах The Crazy World of Arthur Brown и Atomic Rooster.
Он сотрудничал с такими музыкантами, как Рори Галлахер (альбом Rory Gallagher, 1971), Артур Браун (альбом Faster Than The Speed Of Light, 1979), Питер Грин, Клаус Шульце и Dexys Midnight Runners. В 1983 году вошёл в состав супергруппы Katmandu, где также играли Рэй Дорсет и Питер Грин.
В 1989 году, в возрасте 45 лет, Крейн скончался от передозировки обезболивающего после долгих лет борьбы с маниакальной депрессией.